# Partido Democrático para el Pueblo
El Partido Democrático para el Pueblo (国民民主党 Kokumin-minshutō?) es un partido político de Japón refundado el 11 de septiembre de 2020, tras las fusión del Partido de la Esperanza, el Partido Liberal (2016) y una facción del Partido Democrático. 
En agosto de 2020 el partido entabló conversaciones con el Partido Democrático Constitucional para crear un partido de oposición unificado. No obstante, no todos los miembros estuvieron de acuerdo con la unión y entre 14 diputados de la Dieta Nacional planean fundar un nuevo partido con el antiguo nombre.

## Historia
Durante las elecciones generales a la Cámara de Representantes de 2017, el líder del PD Seiji Maehara anunció la no participación del partido en la contienda e instó a sus diputados a postularse en el PE, creado y dirigido por Yuriko Koike, o como independientes. No todos acataron la orden de Maehara y se creó el Partido Democrático Constitucional de Japón (PDCJ), de tendencia liberal. Los resultados de las elecciones dieron como sorpresa el ascenso del PDCJ como principal partido de la oposición, resultando en las posteriores renuncias de Maehara y Koike en el liderazgo de sus respectivos partidos.
En enero de 2018, tanto el PD como el PE acordaron crear un grupo parlamentario único en ambas cámaras de la Dieta de Japón, pero luego las negociaciones fracasaron. El 9 de abril de 2018 se anunció la negociación de ambas fuerzas para fusionarse en un único partido. Finalmente, el 7 de mayo de 2018 ambos partidos se unieron para formar el Partido Democrático para el Pueblo. Unos 62 diputados de ambos partidos accedieron a la fusión, empero cinco diputados de la facción derecha del PE se negaron y refundaron el partido el mismo día de la fusión bajo su dirección.
El 26 de abril de 2019 anunció la asimilación del Partido Liberal, dirigido por Ichirō Ozawa.
El 19 de agosto de 2020 la mayoría de miembros del partido propusieron fusionarse con el Partido Democrático Constitucional con miras de formar un partido de oposición unificado. El acuerdo de fusión implicaría la disolución de ambas formaciones, pero el presidente del partido Yuichiro Tamaki y otros diputados como el expresidente del predecesor Partido Democrático de Japón Seiji Maehara, se opusieron a ello y buscan refundar el partido con el mismo nombre. El 10 de septiembre, el bloque mayoritario de 40 diputados que se unió al PDCJ decidió participar en la votación del nuevo líder Yukio Edano y en el nombre del nuevo partido, que mantendría el nombre del mayoritario Partido Democrático Constitucional. El 11 de septiembre el PDP anunció su disolución.

## Resultados electorales

### Cámara de Representantes
| Elecciones | Líder           | # de candidatos | # de escaños | +/- | # de votos     | % de votos | Gobierno  |
| ---------- | --------------- | --------------- | ------------ | --- | -------------- | ---------- | --------- |
| 2021       | Yuichiro Tamaki | 27              | 11/465       |     | 2.593.396 (#6) | 4,51%      | Oposición |
| 2021       | Yuichiro Tamaki | 42              | 28/465       | 17  | 6.127.434 (#3) | 11,32%     | Oposición |